# アブロ ヨーク

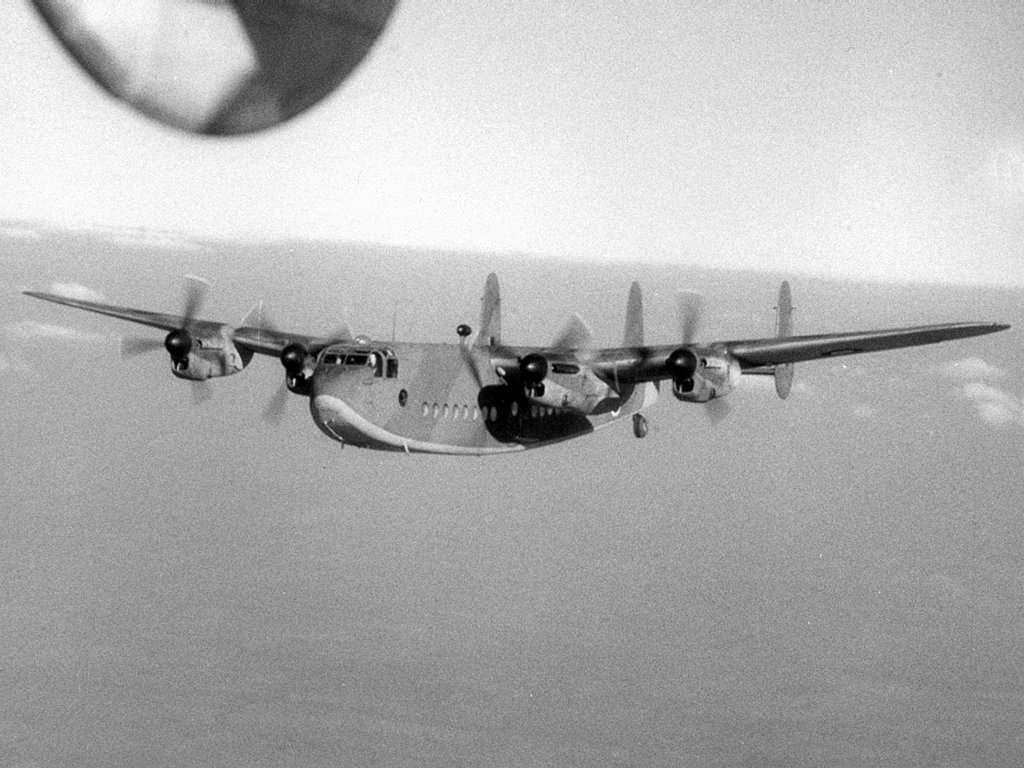
アブロ ヨーク Mk.1

アブロ ヨーク（Avro York）は、イギリスが第二次世界大戦中に使用していた4発輸送機。アブロ マンチェスター爆撃機を原型にしてつくられた。
開発はアブロ タイプ685として、1941年から開始されている。初飛行日は1942年7月5日の事であり、多くは軍用輸送機として引き渡された。戦争後期になると旅客機として1944年にBOACへ3機が引き渡された。また試作機のうちの1機が、イギリスの当時の首相であったウィンストン・チャーチルが使用する「Ascalon」という名が付けられ、1945年には連合国首脳とのヤルタ会議に出席するために使われた。また多くのVIP輸送にも使用された。
戦後旅客機として完成した18機はアルゼンチン航空、南アフリカ航空、英国南アメリカ航空、英国・スカイウェイ航空に引き渡された。またベルリン封鎖ではスカイウェイ航空のヨークはベルリン市民の日用品輸送に活躍した。

## 各型
- ヨーク I：民間輸送機型。
- ヨーク C.I：イギリス空軍向け、軍用輸送機型。
- ヨーク C.II：ブリストル ハーキュリーズエンジン搭載の試作機。

## 性能要目
- 全長：23.9m
- 全幅：31.1m
- 高さ：5m
- 翼面積：111.9 m2
- 動力：ロールス・ロイス マーリン24 V型12気筒レシプロエンジン 4基
- 出力：各1,280 hp (950kW)
- 最大速度：479km/h
- 最大上昇限界：7,010m
- 航続距離：4,345Km
- 生産機数：259機